# Jacques-Nicolas Lemmens
Jacobus Nicolaus (Jacques-Nicolas) Lemmens (Zoerle-Parwijs, 3 januari 1823 - Zemst, 30 januari 1881) was een Belgisch componist, organist en muziekpedagoog. Hij was de eerste directeur van de School voor Godsdienstige Muziek, die later naar hem werd vernoemd.

## Levensloop
Lemmens kreeg de eerste lessen als klein jongetje van zijn vader Jean-Baptiste Lemmens, zelf een organist, schoolmeester en koster in Zoerle-Parwijs. Zijn moeder was Anna Catharina Van Heusden, die ook te Zoerle-Parwijs was geboren. Op elfjarige leeftijd kreeg hij verdere orgelles van de organist Van den Broek in Diest. In 1839 ging hij naar het Koninklijk Conservatorium te Brussel, waar hij piano studeerde in de klas van Léopold Godineau. Toen zijn vader na een jaar ziek werd, ging hij terug naar Zoerle-Parwijs om hem als organist te vervangen. Even later werd hij tot organist aan Sint-Sulpitiuskerk te Diest benoemd. Na 15 maanden ging hij terug naar het conservatorium te Brussel om zijn studies weer op te nemen. In 1842 won hij in de pianoklas van Jean-Baptiste Michelot een eerste prijs. In 1845 won hij ook een eerste prijs in de orgelklas van de Duitser Christian Friedrich Johann Girschner, die sinds 1842 de eerste docent voor orgel in Brussel was. Ook in de compositieklas bij François-Joseph Fétis won hij een eerste prijs.
In 1846 ging hij naar Breslau, toen in Duitsland gelegen, om bij de befaamde organist Adolf Hesse de klassieke Duitse orgeltraditie van Johann Sebastian Bach te bestuderen. Daarvoor had hij een studiebeurs van de Belgische overheid gekregen.
In 1847 won hij met zijn cantate Le Roi Lear de tweede prijs in het concours van de Prix de Rome. Een jaar later publiceerde hij zijn eerste orgelwerken, Dix Improvisations dans le style sévère et chantant. Op 31 maart 1849 werd de 26-jarige Lemmens benoemd tot professor voor orgel aan het Koninklijk Conservatorium te Brussel. Deze functie bekleedde hij gedurende twintig jaar (tot 1868). Zijn orgelklas in het Brusselse Conservatorium lokte talrijke studenten uit binnen- en buitenland. De beroemdste leerlingen van Lemmens werden de Fransen Charles–Marie Widor en Alexandre Guilmant.

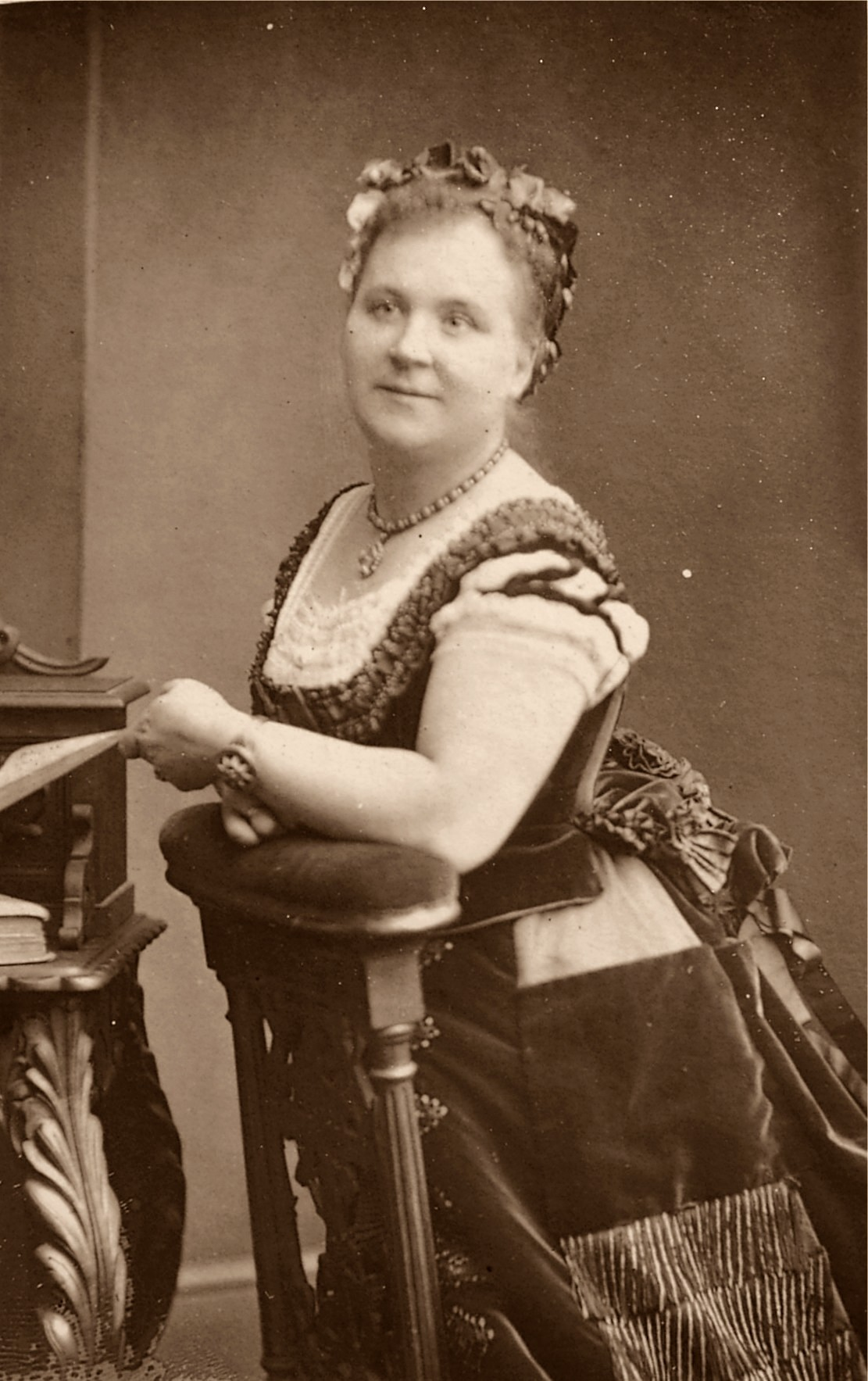
Helen Sherrington

In 1850 maakte hij een concertreis naar Parijs. Zijn optredens in La Madeleine, de Église Saint-Vincent-de-Paul en de Église Saint-Eustache brachten hem veel succes. Ook leerde hij de orgelbouwer Aristide Cavaillé-Coll kennen.
Op 3 januari 1857 huwde hij in Londen de Engelse sopraanzangeres, Helen Sherrington (1834-1906), waarna het echtpaar zich vestigde op het Kasteel Linterpoorten te Zemst en samen toerden zij beiden vele landen om concerten te geven. Jacques-Nicolas Lemmens en Helen Sherrington kregen een dochter Marguerite Lemmens, geboren in London op 7 september 1874 en gestorven in Brussel op 29 maart 1962, die trouwde met René Poelaert, wisselagent, geboren in Brussel op 16 juli 1874 en gestorven in Schaarbeek op 22 december 1946, zoon van Constant Poelaert, advocaat, broer van architekt Joseph Poelaert, en van Ernestine Jacobs.

## Lemmensinstituut
Na zijn orgelprofessoraat legde hij zich vooral toe op de studie van katholieke kerkmuziek, in het bijzonder op de begeleiding van de Gregoriaanse gezangen. Lemmens kreeg een internationale faam als orgelvirtuoos, in het bijzonder als Bachvertolker. In 1878 werd hij de eerste directeur van de School voor Godsdienstige Muziek (École de musique religieuse) die in Mechelen door het Belgisch episcopaat werd opgericht. Dit Hoger Instituut voor Kerkmuziek, dat thans in Leuven is gevestigd, werd later naar hem vernoemd.
Lemmens overleed op 30 januari 1881 op zijn landgoed Kasteel Linterpoort te Zemst. In datzelfde dorp werd een straat naar hem vernoemd, de Jaak Lemmenslaan.

## Composities (selectie)
Werken voor orgel
- 1848 Dix Improvisations dans le style sévère et chantant
- 1862 École d'Orgue, basée sur le plain-chant romain:
  1. Prélude à 5 parties (Grave) mi bémol majeur
  2. Prière (Moderator cantabile) mi majeur
  3. Cantabile (Allegretto) si mineur
  4. Fanfare (Allegro non troppo) ré majeur
  5. Finale (Allegro) ré majeur
- 1874 Sonate Nr. 1 "Pontificale" d mineur
  1. Allegro moderato
  2. Adagio
  3. Marche Pontificale (Maestoso)
  4. Fuga (Fanfare)
- 1874 Sonate Nr. 2 "O Filii" e mineur
  1. Prélude (Allegro non troppo)
  2. Cantabile (Andante)
  3. Fuga (Allegro con fuoco)
- 1874 Sonate Nr. 3 "Pascale" a mineur
  1. Allegro
  2. Adoration (Andante sostenuto)
  3. Finale "Alleluia" (Maestoso recitando - Allegro)
- Du chant grégorien, sa mélodie, son rythme, son harmonisation